# Heinz Mohl
Heinz Konrad Martin Mohl (* 18. März 1931 in Hechingen, Hohenzollernsche Lande; † 12. November 2023 in Karlsruhe) war ein deutscher Architekt und Hochschullehrer.

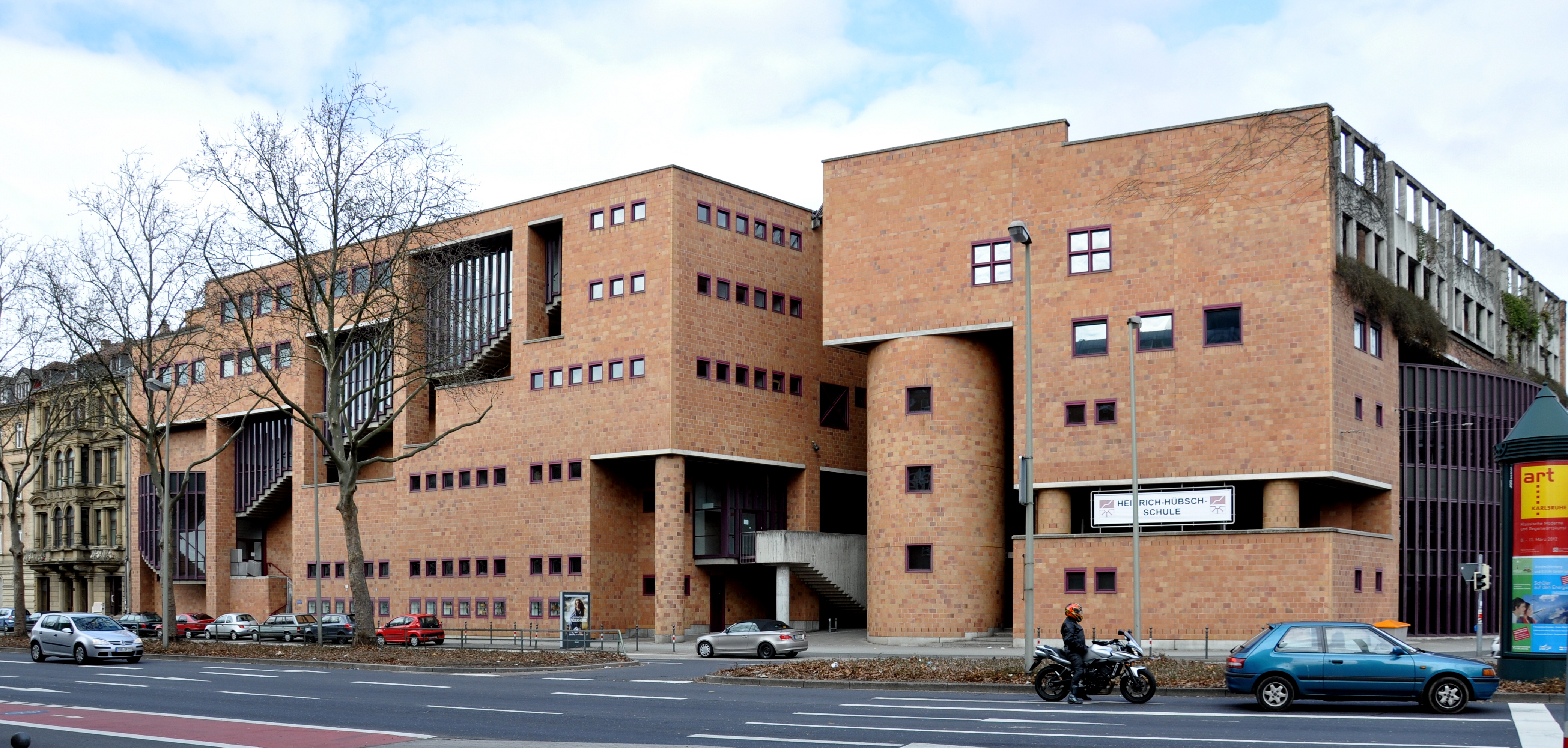
Heinrich-Hübsch-Schule, Karlsruhe (Foto 2012)

## Leben

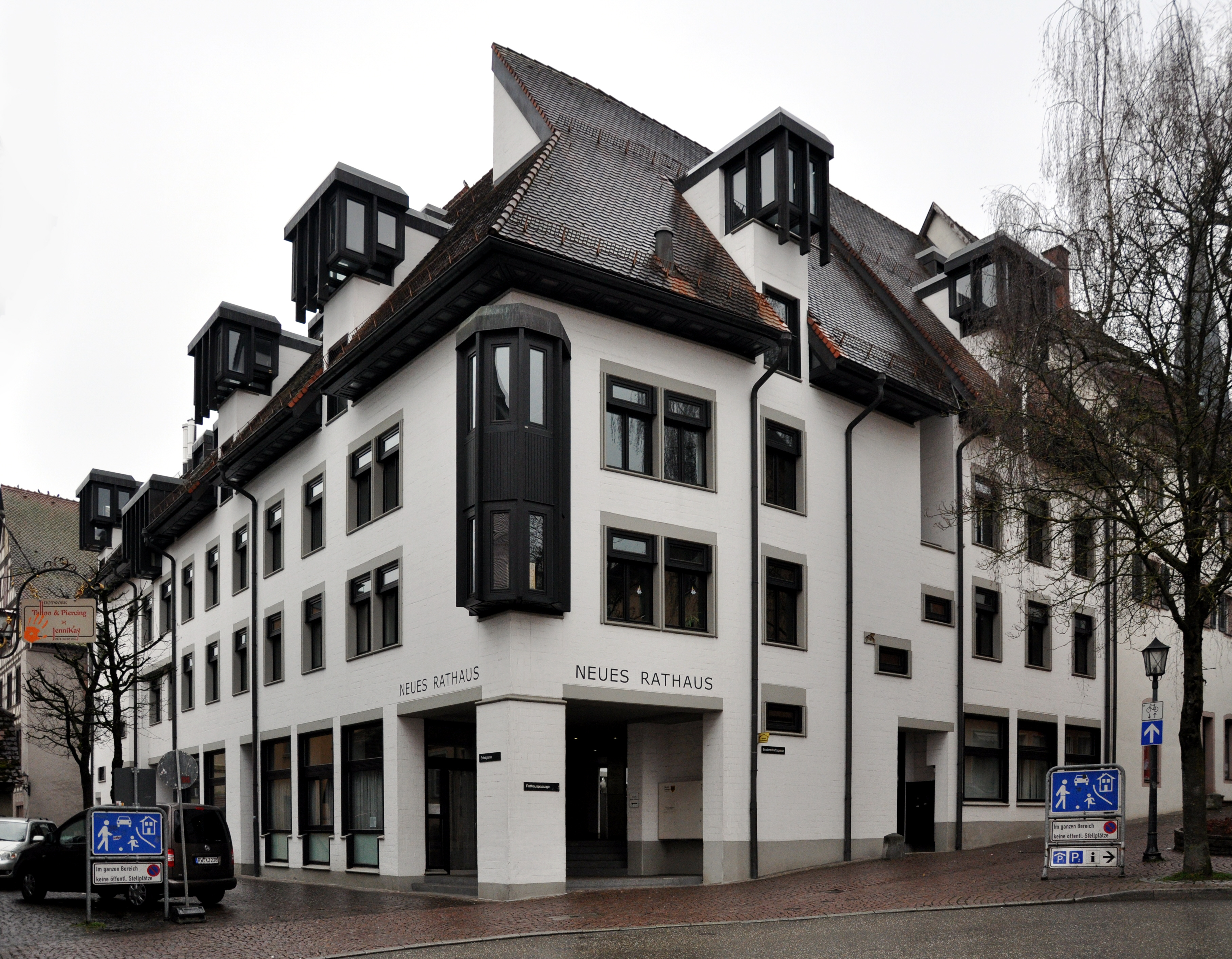
Neues Rathaus, Rottweil (Foto 2014)

Mohl besuchte Schulen in Hechingen und Konstanz, wo er 1951 das Abitur am Alexander-von-Humboldt-Gymnasium ablegte. Zwischen 1951 und 1957 studierte er Architektur an der Technischen Hochschule Karlsruhe bei Otto Haupt, Otto Ernst Schweizer und Egon Eiermann. 1957 folgte ein einjähriges 1958 Stipendium an der Universität Florenz, um dann als Assistent von Otto Haupt nach Karlsruhe zurückzukehren.
Zwischen 1962 und 1967 war er Regierungsbaumeister (Assessor) in der staatlichen Bauverwaltung. 1967 war er für vier Jahre Assistent an der Universität Karlsruhe, diesmal bei Werner Dierschke, dessen Lehrstuhl für Gebäudelehre und Entwerfen er von 1972 bis 1974 vertrat. In den Jahren von 1974 bis 1996 lehrte er als Professor an der Staatlichen Akademie der Bildenden Künste Stuttgart, zunächst als Leiter einer Klasse für Allgemeine künstlerische Ausbildung (Umweltgestaltung), ab Sommersemester 1981 als Leiter einer Entwurfsklasse für Architektur (Nachfolge Erwin Heinle), ebenfalls im Studiengang Innenarchitektur und Möbeldesign.
1977 wurde Heinz Mohl mit dem erstmals verliehenen Deutschen Architekturpreis für das von ihm entworfene Kaufhaus Schneider in Freiburg ausgezeichnet, und im gleichen Jahr erhielt er die Karlsruher „Weinbrenner-Plakette“ für in der Stadt geplante und ausgeführte Reihenhausgruppen.
1987 und 1988 war er für einige Monate Ehrengast der Villa Massimo in Rom. 1995 veranstaltete das Badische Landesmuseum eine Ausstellung über das Schaffen Heinz Mohls.
1998 übergab er den Großteil seiner Pläne, Skizzen, Akten und Fotos – zusammen rund 50.000 Stück – als geschlossenen Bestand unter dem Namen Fondation Heinz Mohl dem Südwestdeutschen Archiv für Architektur und Ingenieurbau (SAAI) an der Universität Karlsruhe.
Mohls Werkverzeichnis umfasst 248 Nummern, wobei mindestens 42 weitere Entwürfe nicht berücksichtigt sind. Einige seiner Bauten und Entwürfe standen bereits zu Lebzeiten unter Denkmalschutz.
Heinz Mohl lebte und arbeitete in Karlsruhe und im Tessin.

## Architekturauffassung

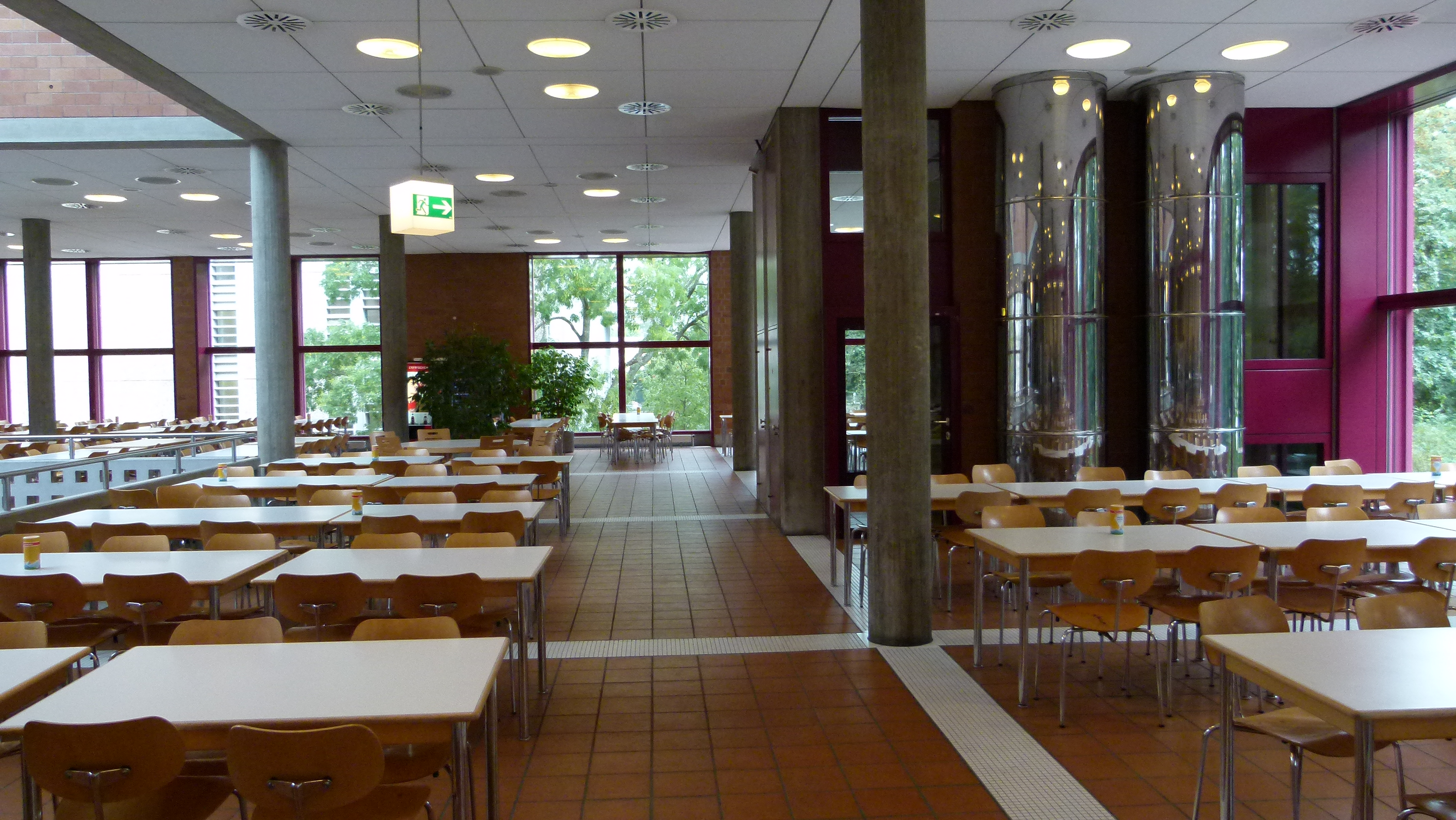
Mensa der Universität Karlsruhe (Foto 2013)

In Abkehr von der rein funktionellen Konzeption Egon Eiermanns strebt Mohl nach einer ausdrucksvollen und vielfältigen Architektur. Hierbei trifft er sich mit Oswald Mathias Ungers. Er verwendet gerne komplexe Strukturen, große Volumina, überraschende Raumwirkungen und stark kontrastierende Materialien. Dessen ungeachtet sind seine Bauten niemals nur auf sich selbst bezogen, sondern nehmen trotz aller Modernität auf das städtische Umfeld Rücksicht.
Im Jahre 1995 ließ Heinz Mohl verlauten:

„Die ausschließlich auf Wissenschaft aufgebaute Lebenswelt, die Welt des instrumentalen Denkens gilt als ‚ideologische‘ Basis (Max Weber – Die protestantische Ethik) für den ungeheuerlichen Fortschritt in allen dem linearen Denken zugänglichen Ebenen.
Dieses Denken führte von Mitteleuropa ausgehend nicht nur zur Überwindung von Not, es führte zu materiellem Überfluß, es führte jedoch auch durch die Blindheit vor der Ordnung des Herzens zu das Wesen des Menschen verrückenden Strukturen.
In der Architektur ist, vor dem Hintergrund der Linearität des damaligen Denkens, der Fehler gemacht worden, die Denkströmungen ebenfalls linear zu interpretieren; es entstand nicht zufällig, wieder von Mitteleuropa ausgehend, die sogenannte ‚Klassische Moderne‘, eine ungeheuerliche Vereinfachung der Übersetzung theoretischer Grundströmungen in Zeichencodes.
Neue weitergedachte (nicht) lineare Denkmuster werden heute in fraktale geometrische Muster transformiert. Die Zeichengebärde dieser ebenfalls falsch übersetzten geistigen Strömung muß als Mißverständnis gewertet werden, sie gleicht einer Gratwanderung zwischen Chaos und Ordnung.
Ein Paradigmawechsel zur Ordnung des Herzens, zur Menschlichkeit, zur Fähigkeit zu fragen, zu neuer Einfachheit ist nicht nur am Horizont zu erkennen, er ist bereits eingeläutet.“

## Bauten – Auswahl

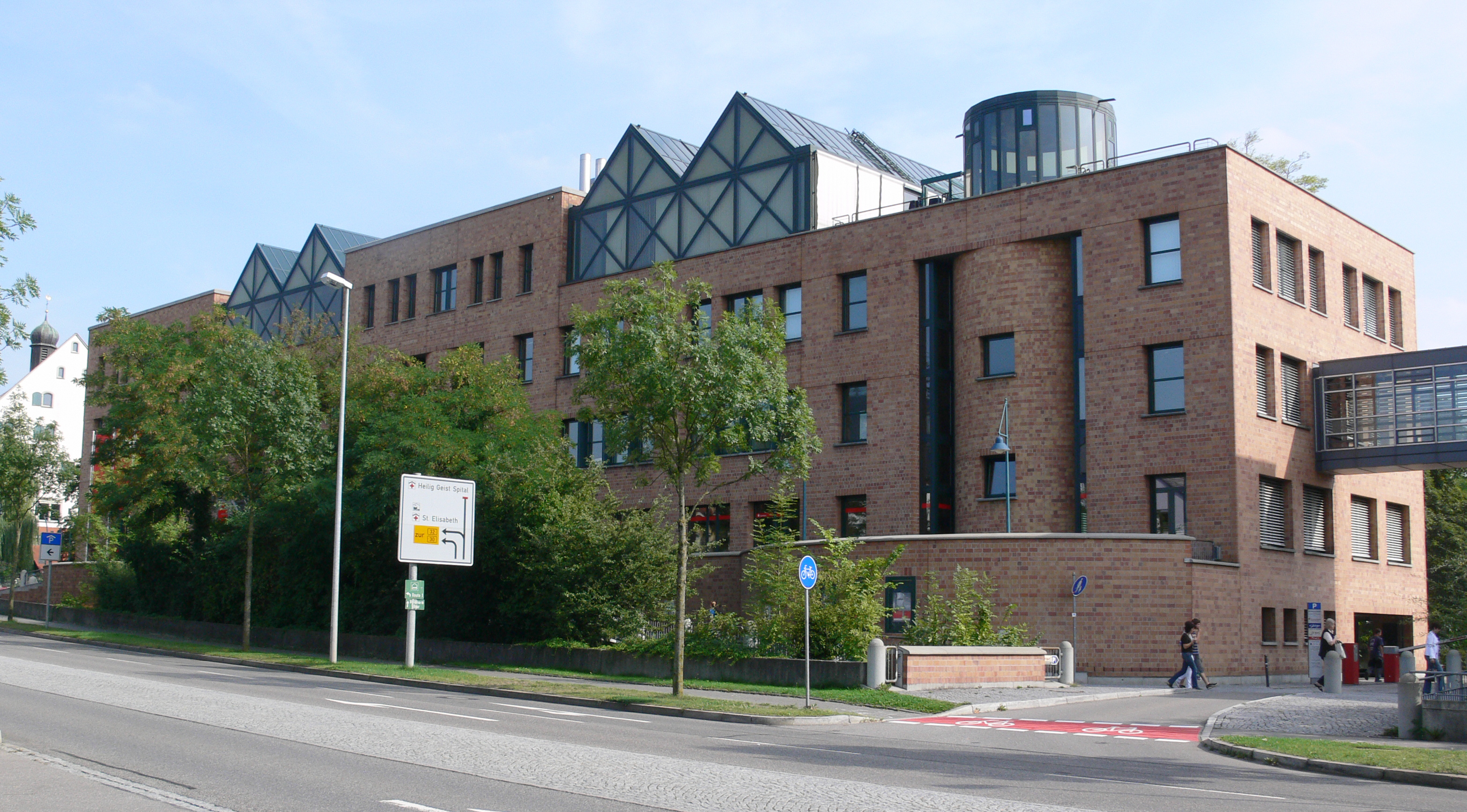
Kreissparkasse, Ravensburg (Foto 2008)

- 1962–1964: Wohnhaus Kürner, Karlsruhe-Waldstadt
- 1969–1975: Kaufhaus Schneider, Freiburg im Breisgau
- 1970–1971: Umbau zum Ateliergebäude von Horst Antes, Karlsruhe-Wolfartsweier
- 1974: Innenausstattung Zentral Apotheke, Kaiserstraße in Karlsruhe (verändert)
- 1975–1977: Kaufhaus Schneider, Ettlingen
- 1982–1987: Kreissparkasse Ravensburg
- 1978–1985: Heinrich-Hübsch-Schule Karlsruhe
- 1978–1990: Staatliche Kunsthalle Karlsruhe, Erweiterung und Umbau
- 1985–1989: Mensa der Universität Karlsruhe
- 1989–1992: Rechenzentrum L-Bank, Karlsruhe
- 2002–2006: Erweiterung der Universitätsbibliothek Karlsruhe

## Auszeichnungen und Preise

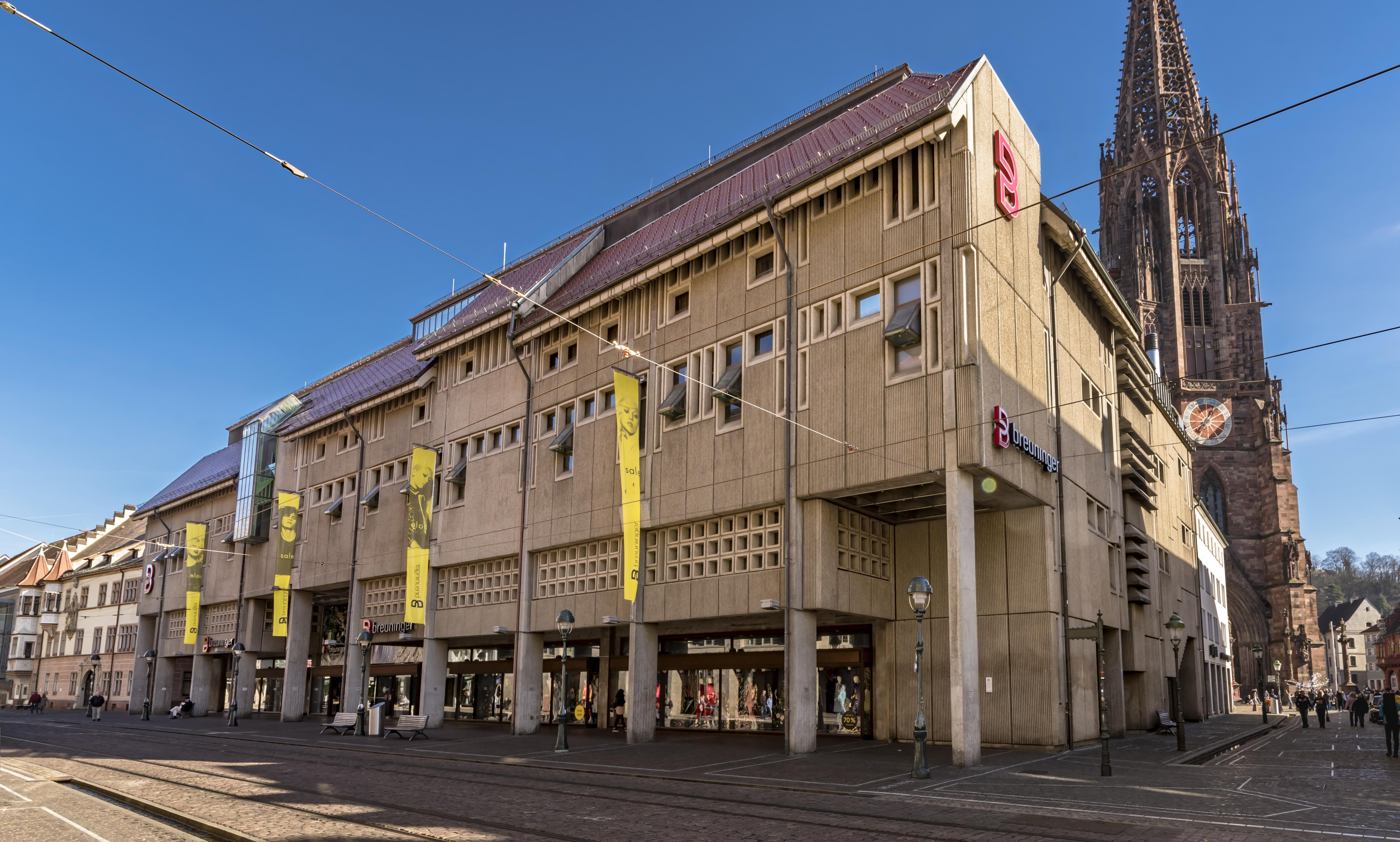
Ehemaliges Kaufhaus Schneider, Freiburg (Foto 2019)

- 1977: Deutscher Architekturpreis – Auszeichnung für Kaufhaus Schneider, Freiburg
- 1977: Karlsruher „Weinbrenner-Plakette“ für Reihenhausgruppen, Karlsruhe[18]
- 1987–1988: Ehrengast der Villa Massimo, Rom
- 1987: Deutscher Architekturpreis – Auszeichnung für Heinrich-Hübsch-Schule, Karlsruhe
- 1988: Hugo-Häring-Preis für Heinrich-Hübsch-Schule, Karlsruhe

## Schüler
- Martin Klein

## Ausstellungen
- 1995: Ausstellung über Bauten Heinz Mohls, Badisches Landesmuseum

## Schriften
- Heinz Mohl: Buildings and Projects. Edition Axel Menges, Stuttgart 1994, ISBN 3-930698-00-5.